# Fekvőhelyes kocsi

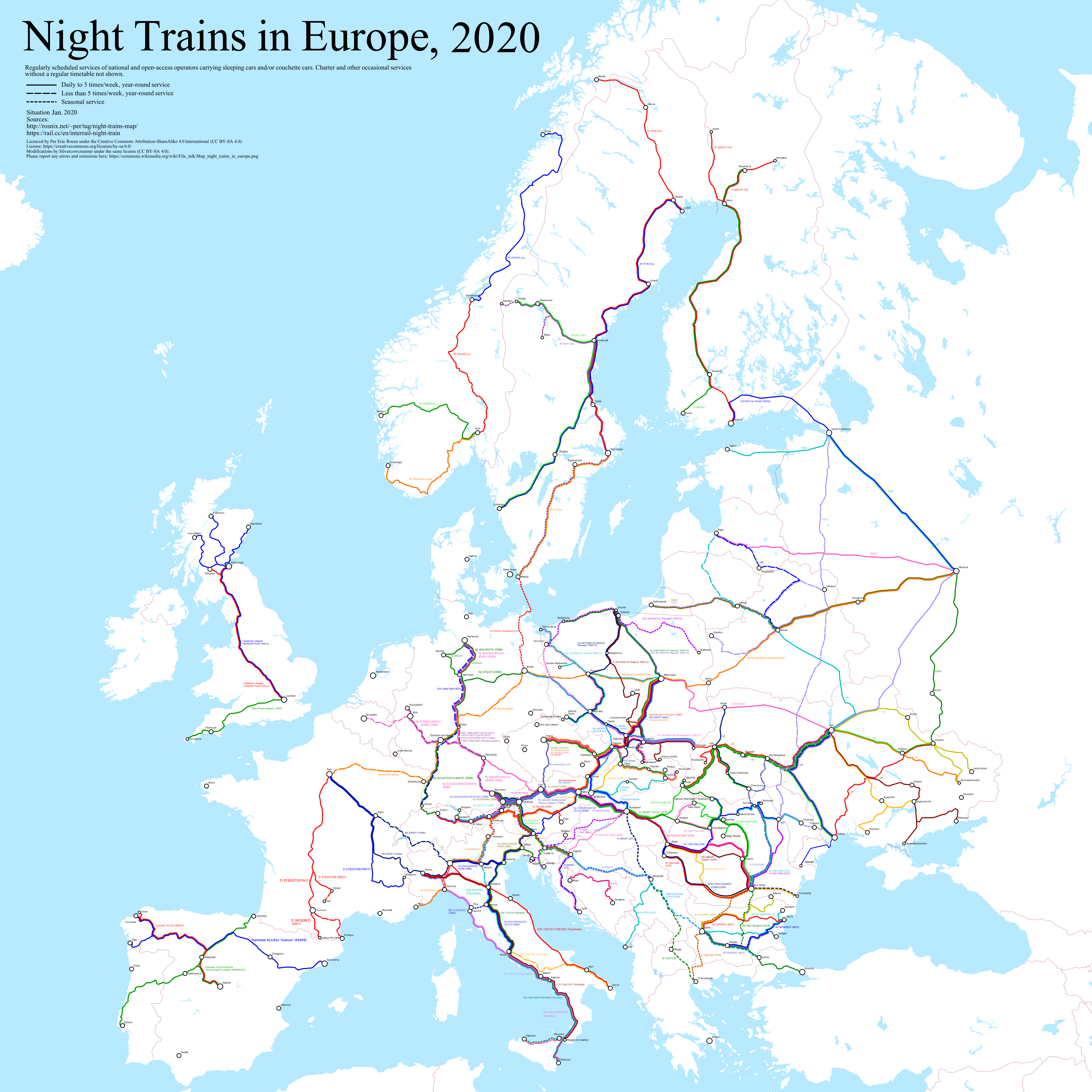
Európa vasútvonalai 2020-ban, melyen fekvőhelyes és/vagy hálókocsi is közlekedett

A fekvőhelyes kocsi (idegen eredetű szóval kusett) az éjszakai vasúti személyszállítás egyik járműve.

## A típus műszaki jellemzői
A fekvőhelyes kocsi az ülőhelyes kocsinál több, az inkább szállodai elhelyezéshez hasonlítható hálókocsikénál kevesebb komfortot kínál. Az Európában elterjedt fekvőhelyes kocsik fülkés elrendezésűek. A fülkének egy nappali és egy éjjeli üzemmódja van. A nappali elrendezés nem sokban különbözik a gyorsvonatok kocsijaitól, egy fülkében két egymással szemben lévő ülőhelysor található, amelyen az utasok ülve foglalnak helyet. Az éjjeli utazás idejére az üléseket egymás fölött elhelyezkedő fekhelyekké alakítják, amelyeken egy-egy utazó alhat. A magasan lévő fekhelyek megközelítését a fülkéhez tartozó létra segíti. Természetesen léteznek a fülkés elrendezéstől eltérő kocsik is. Oroszországban plackart néven ismertek a termes elrendezésű fekvőhelyes kocsik, míg az ausztriai ÖBB a japán kapszulahotelekre hasonlító, minimális személyes teret kínáló elrendezéssel kísérletezik. A fülkék belülről bezárhatók, az ablakokat pedig valamiféle sötétítővel, általában függönyökkel látják el. A jármű két végén illemhely és attól elkülönített kézmosó vagy mosakodófülke található.
A fekvőhelyes kocsik UIC betűjele a kis c betű, amelyet a kocsiosztályt jelölő A vagy B betűvel együtt alkalmaznak (Ac; Bczm, stb). a pályaszám akkor jelez fekvőhelyes kocsit, ha az ötödik számjegy 4 (első-és másodosztályú fekvőhelyes kocsi), vagy 5 (másodosztályú fekvőhelyes kocsi). Magyarországon az ilyen járműveket több nyelven a Fekvőhelyes kocsi felirat, illetve egy heverőt ábrázoló piktogram is jelöli. A magyarországi vasútvállalatok közül a MÁV-Start Zrt. és a MÁV Rail Tours üzemeltet fekvőhelyes kocsikat, az országban rendszeresen megfordulnak a szomszédos országok fekvőhelyes kocsijai is.

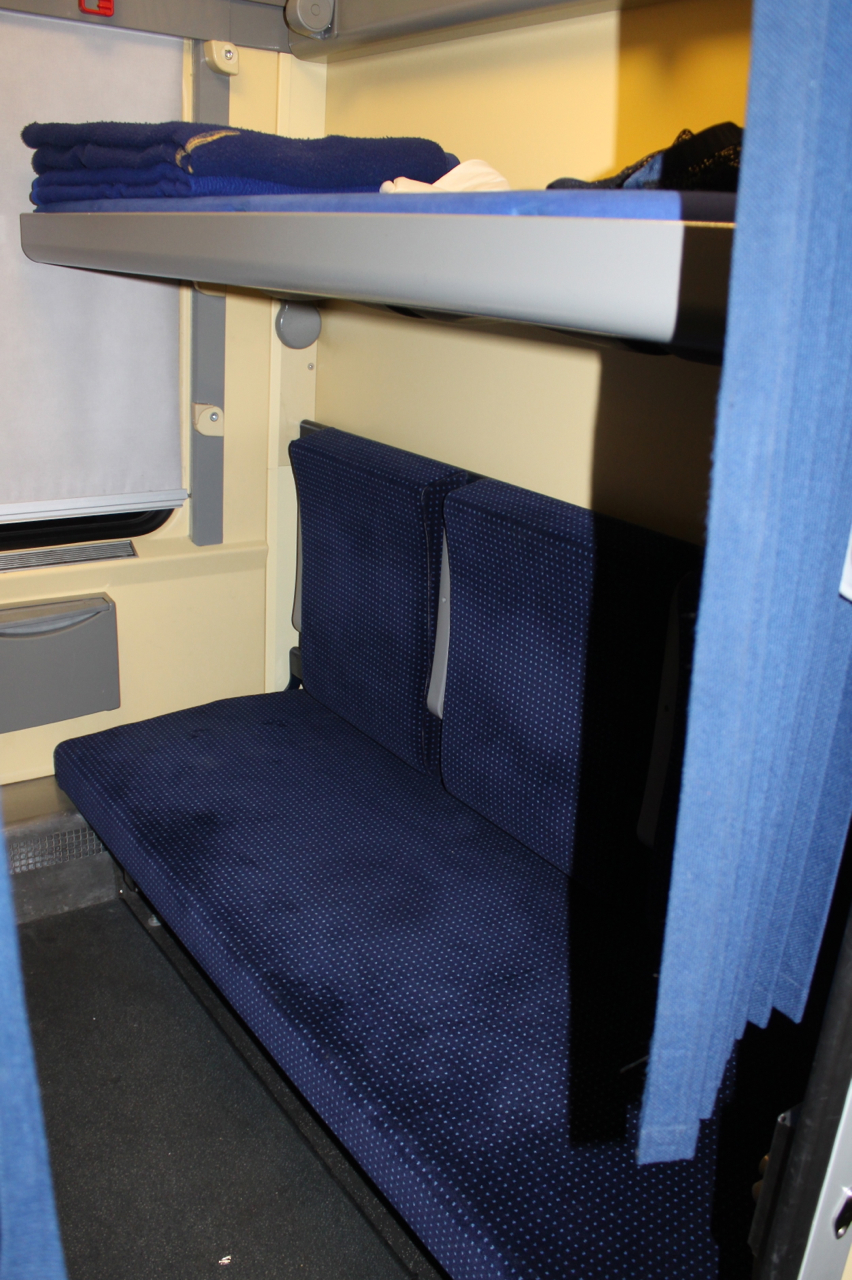
Kusett fülkéje nappal (Svájc)
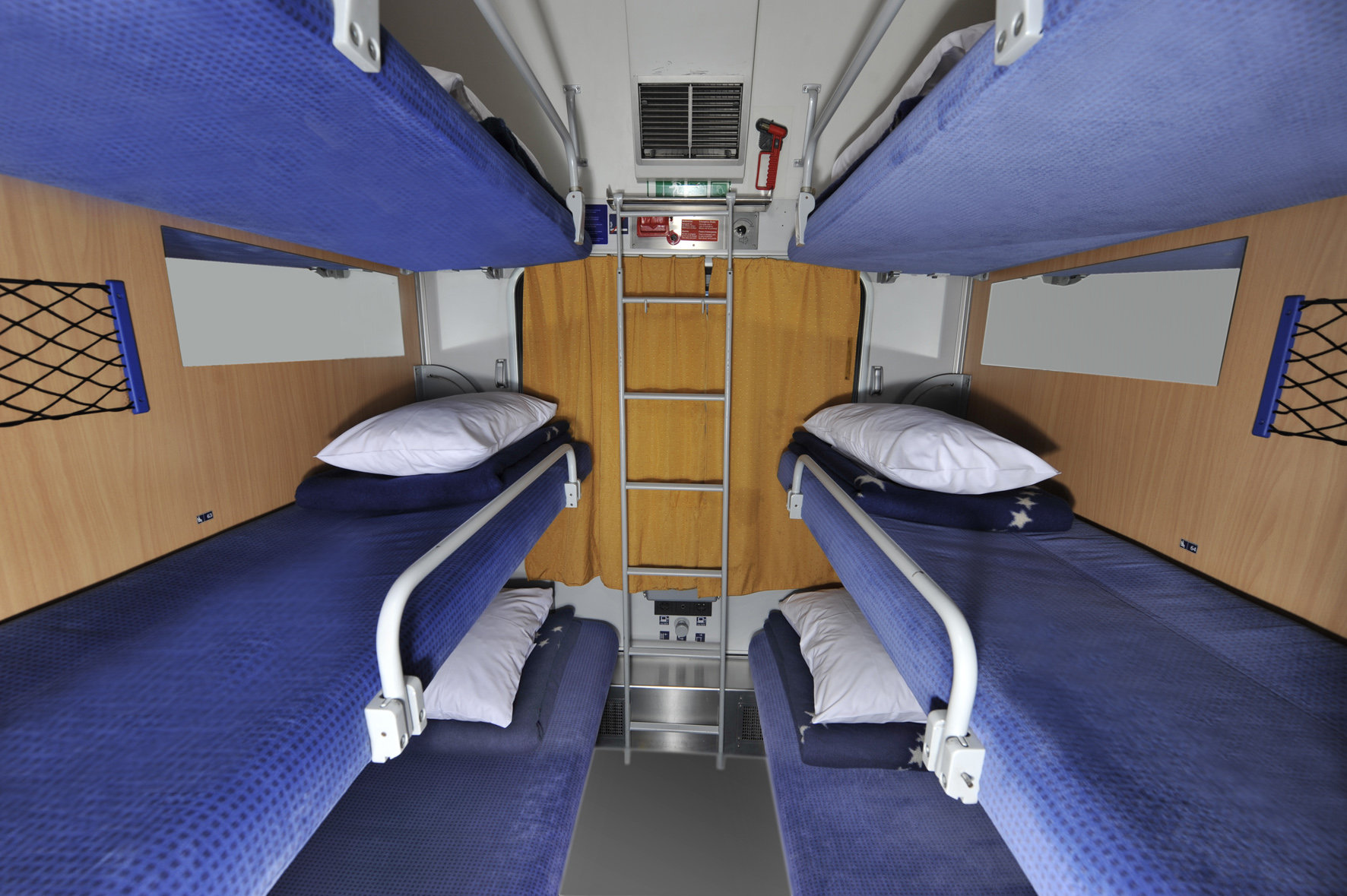
Kusett fülkéje éjjel (Németország)
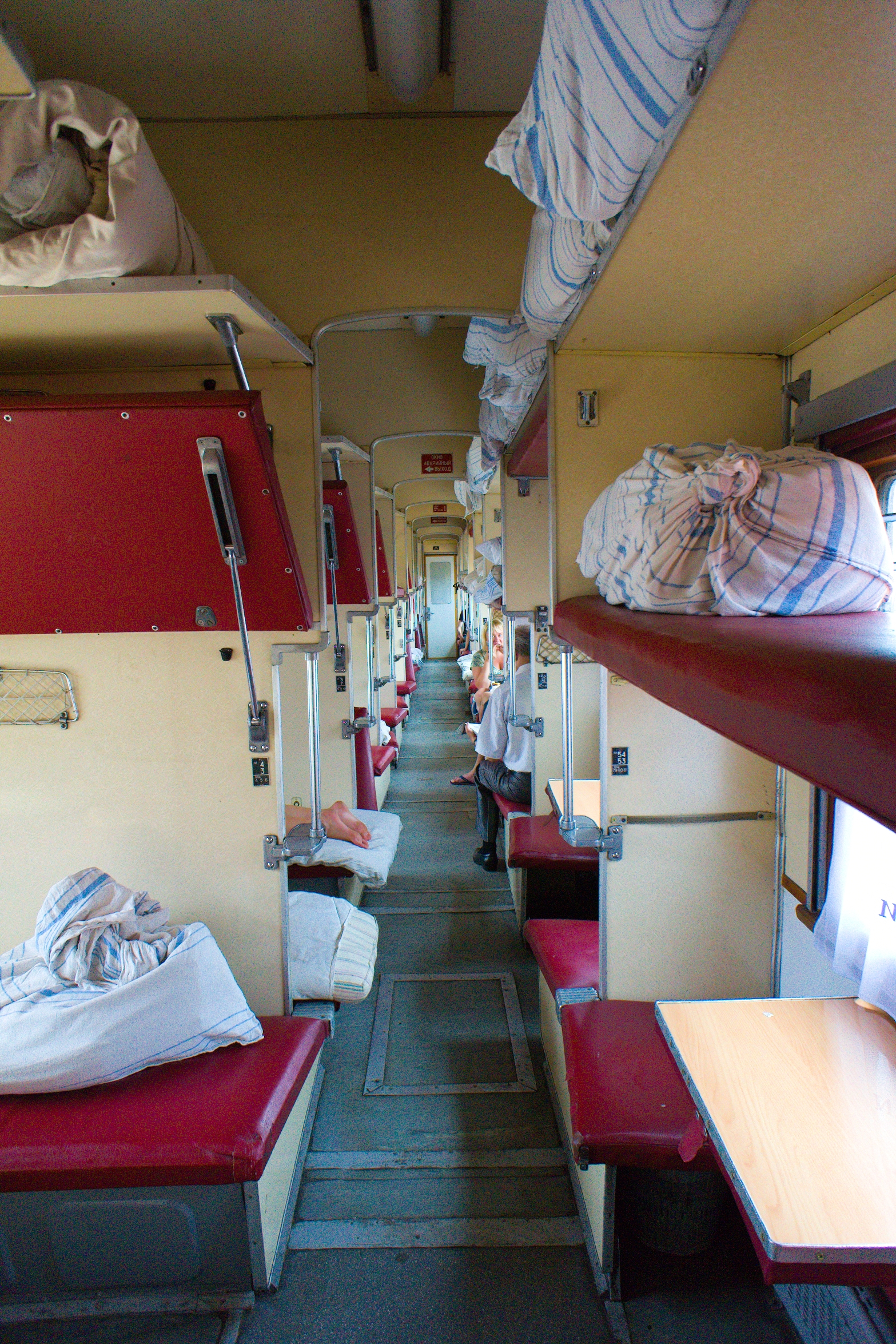
Plackart elrendezésű kocsi (Oroszország)
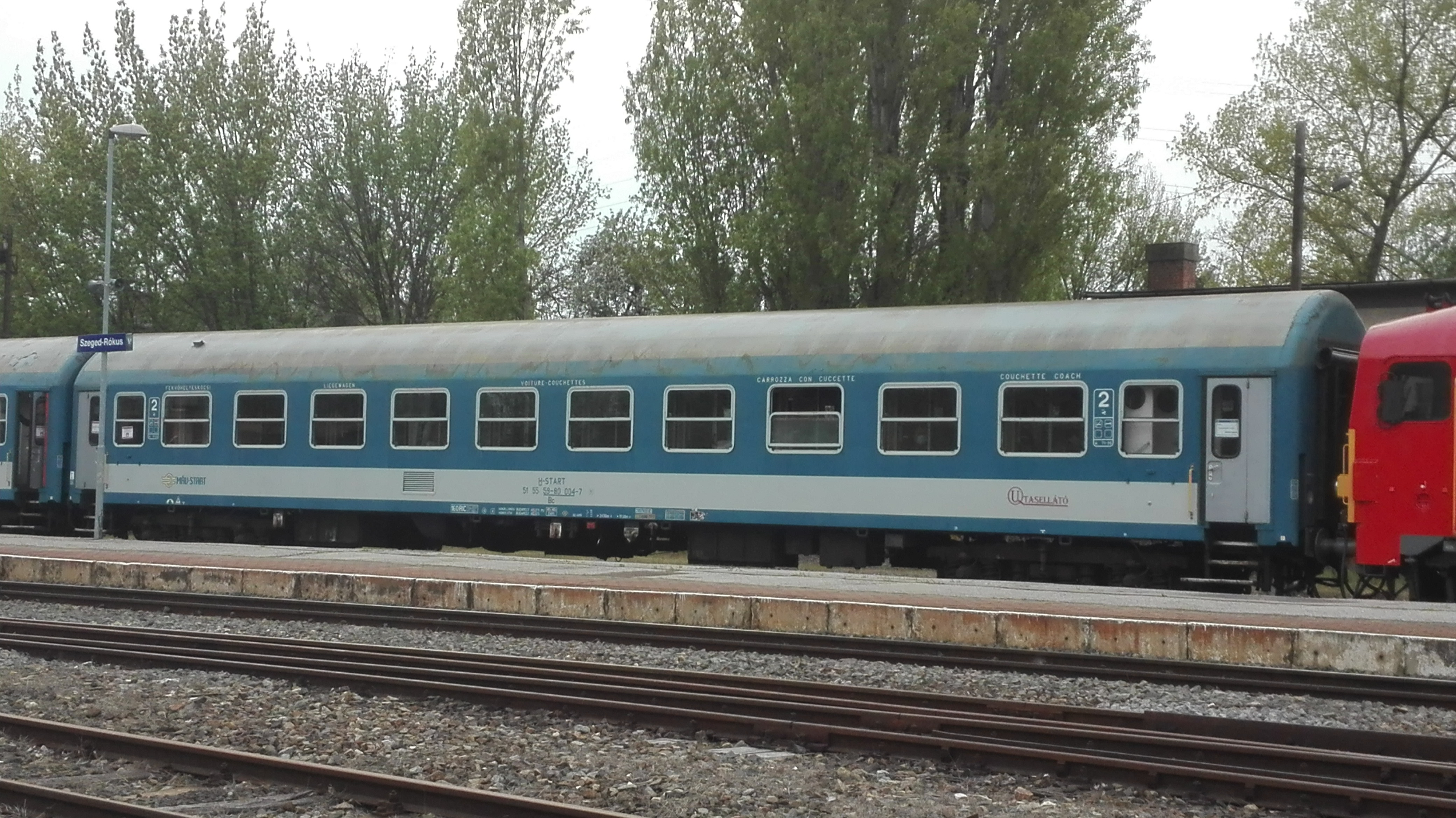
Nappali vonatban másodosztályként közlekedő kusett

## A kocsik üzeme
Ülőhelyes kocsiként a kusettek másodosztályúnak számítanak és éjszakára kizárólag helybiztosítással vehetők igénybe. Az általánosan elterjedt modell szerint a fekvőhelyes fülkék mindegyike hat fekvőhelyet kínál. Lehetséges azonban, hogy a vasúttársaság csak három, négy vagy öt fekvőhelyet értékesít a hat helyett, természetesen magasabb árért. Közép-Európában a fekvőhelyes kocsikat általában külön vonatszemélyzet kíséri. A kocsikísérő készíti elő a járművet az utasok fogadására és indulás előtt ellenőrzi a menetjegyek meglétét. Ha az utazás során határellenőrzés várható, akkor a kocsikísérő összegyűjti az utazók útleveleit és átadja azokat a határőröknek. A nappal induló vonatok esetében a menetrend által meghatározott időben (általában a vonat tartózkodása szerinti országban este 9 órakor) a kocsikísérő nyitja ki a fekhelyeket, majd a reggel eljöttével ő állítja helyre a nappali elrendezést. Az egyes célállomások közeledtével a kocsikísérő dolga felébreszteni az ott leszálló utasokat, illetve az ő feladata ügyelni a kocsi éjjeli csendjére és biztonságára is. Az utasok Közép-Európában minimális ellátást is kapnak, ami jobbára előre csomagolt péksüteményt és egy dobozos gyümölcslét jelent. Az utazókat nem különítik el nemek szerint, tehát a fekvőhelyes kocsikban ellenkező nemű idegenek is kaphatnak helyet egymás mellé, emiatt az ilyen kocsik főként a fiatalabbak csoportjai között népszerűek. A muzulmán országokban a fülkék vagy családiak, vagy nemek szerint szegregáltak.

## Fekvőhelyes kocsik a magyar vasútnál
A magyar vasúton a fekvőhelyes kocsikat 1979. február 1-jén vezették be. A fekvőhelyes kocsi addigra nem volt ismeretlen Magyarországon, mivel a csehszlovák és az NDK vasút is rendelkezett már ilyennel. A MÁV a bautzeni kocsigyártól 1978-ban vásárolt 30 fekvőhelyes kocsit, amelyeket a nemzetközi vonatokon vetett be. A megcélzott piaci szegmens a szocialista országokba utazni szándékozók voltak, így az első fekvőhelyes járatok Budapest és Bukarest, Belgrád, Varsó, illetve Kelet-Berlin felé indultak. A fedélzeti szolgáltató a vasúttársaság saját vendéglátó vállalkozása, az Utasellátó lett. A szolgáltatás hamar népszerűvé vált, az utasellátó 1985-re a Bautzenből vásároltakon felül 16 fekvőhelyes kocsi üzemeltetett, 1984-ben pedig 18 győri gyártású gyorsvonati kocsit kellett átépíteni fekvőhelyessé. A bautzeni kocsik közül az 1990-es évek elején néhányat átcsoportosítottak az akkor induló RoLa szolgáltatáshoz, 1994-ben a CAF-beszerzés keretében újabb kilenc kocsi érkezett. A 2000-es évektől a fapados légitársaságok jelentette verseny miatt az éjszakai vasúti piac gyorsan szűkült, így a fekvőhelyes kocsik elkezdtek kikopni a forgalomból. A 2020-as évek elején az éjjeli vonatok piaca ismét fellendült, így a MÁV 25 év után először ismét szerzett be (ezúttal használt) fekvőhelyes kocsikat.
| Üzemeltető (Korábbi üzemeltető) | UIC pályaszámok     | UIC betűjel | Gyártó Gyártás ideje                | Magyarországi üzeme | Eredeti darabszám | Jellemzők                                                | Fénykép |
| ------------------------------- | ------------------- | ----------- | ----------------------------------- | ------------------- | ----------------- | -------------------------------------------------------- | ------- |
| H-START (MÁV)                   | 51 55 59-41         | Bc          | Bautzen 1978                        | 1979-2016(?)        | 30                | 72 másodosztályú ülőhely 54 fekvőhely 1 szolgálati fülke |         |
| H-START (MÁV)                   | 51 55 59-80         | Bc          | Rába; Győr 1971 (átépítve DJJ 1984) | 1984-               | 18                | 72 másodosztályú ülőhely 54 fekvőhely 1 szolgálati fülke |         |
| H-START (MÁV)                   | 51 55 50-91 100-108 | Bcmz        | CAF, Valencia 1994                  | 1994-               | 9                 | 60 másodosztályú ülőhely 60 fekvőhely 1 szolgálati fülke |         |
| H-START (D-DB; SK-WSBA)         | 51 55 50-91 200-207 | Bcmz        | NSZK (1962)                         | 2020-               | 9                 | 60 másodosztályú ülőhely 60 fekvőhely 1 szolgálati fülke |         |
| H-START (SK-WSBA)               | 61 55 59-91         | Bcbmz       | Halberstadt                         | 2020-               | 5                 |                                                          |         |
| H-MRT (ČSD; SK-ŽSSK)            | 51 55 85-40         | BcR         | Bautzen (1968)                      | 2006-               | 1                 |                                                          |         |
| H-MRT                           | 51 55 44-40         | AcBcS       | Rába (1970) (Átépítve DJJ 1999)     | 1999                | 1                 | 52 másodosztályú ülőhely 38 fekvőhely 15 fős tárgyaló    |         |